# Пукара

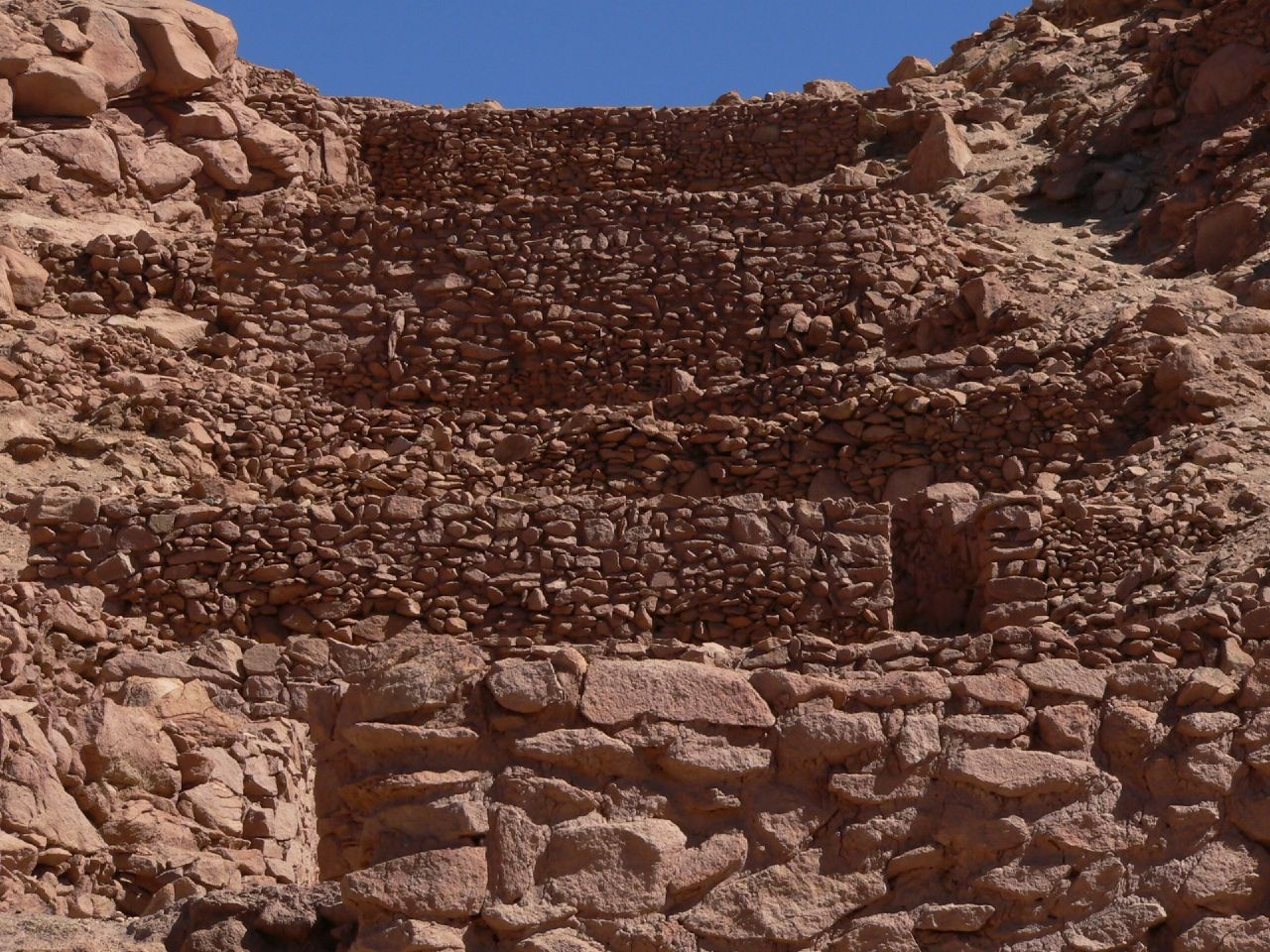
Комплекс Пукара-де-Китор, вид изнутри — сооружение культуры атакаменьо

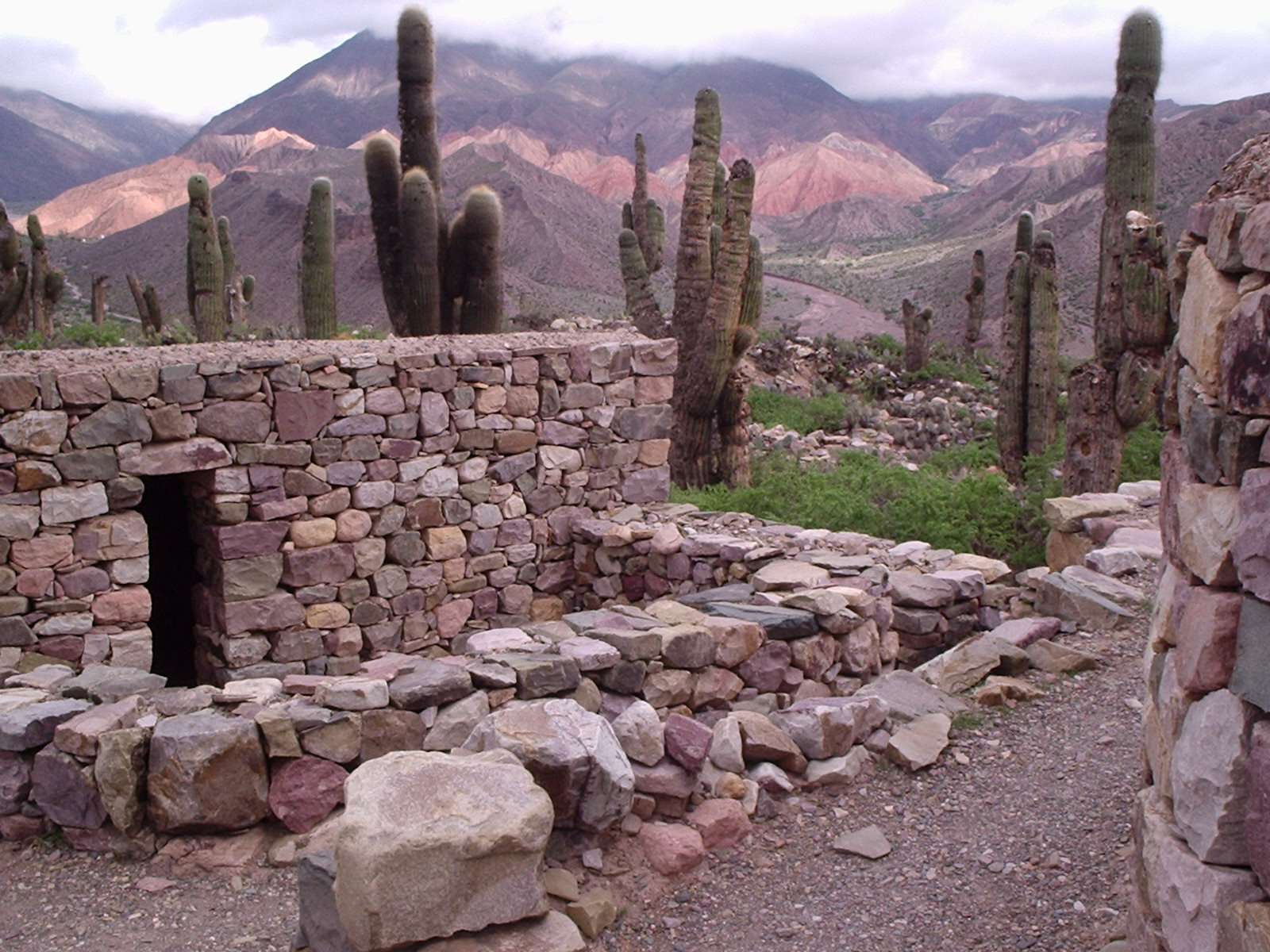
Развалины пукары около г. Тилькара, Аргентина

Пукара (на языке кечуа — «крепость») — традиционное обозначение фортификационных сооружений древних Андских культур от Эквадора до центральной зоны Чили и Аргентины. Чаще всего «пукары» связаны с цивилизацией инков, хотя некоторые сооружены предшествовавшими цивилизациями, которых позднее инки покорили. Словом «пукара» испанцы называли также земляные сооружения народа мапуче во время Арауканской войны.

## Значение
Помимо основного значения у инков это слово имело и другие:
1. Этим словом назывались укрепленные на вершинах гор поселения или города[3][4][5].
2. Название высокогорья в Кольасуйу[6].
3. Обозначались старинные города региона Кольасуйу[7].
4. Существовало название одной из групп народности аймара[8].